# Festival international du film de Locarno 2022
Le Festival international du film de Locarno 2022, la 75e édition du festival (75o Festival del film Locarno), se déroule du 3 au 13 août 2022.

## Déroulement et faits marquants
Le 13 août 2022, le palmarès est dévoilé et c'est le film brésilien Rule 34 (Regra 34) de Julia Murat qui remporte le Léopard d'or. Le Prix spécial du jury est remporté par The Adventures of Gigi the Law (Gigi la legge) de Alessandro Comodin, le Léopard pour la meilleure réalisation par Valentina Maurel pour Tengo sueños eléctricos. Daniela Marín Navarro remporte le Léopard pour la meilleure interprétation féminine pour son rôle dans Tengo sueños eléctricos, Reinaldo Amien Gutiérrez remporte le Léopard de la meilleure interprétation masculine pour leurs rôles dans Tengo sueños eléctricos.

## Jurys

### Concorso internazionale
- Michel Merkt (président du jury), producteur  Suisse
- Prano Bailey-Bond, réalisatrice  Royaume-Uni
- Alain Guiraudie, réalisateur  France
- William Horberg, producteur  États-Unis
- Laura Samani, réalisatrice  Italie

### Concorso Cineasti del presente
- Annick Mahnert, productrice  Suisse
- Gitanjali Rao, réalisatrice  Inde
- Katriel Schory, producteur  Israël

### Pardi di domani
- Walter Fasano, réalisateur  Italie
- Azra Deniz Okyay, réalisatrice  Turquie
- Ada Solomon, productrice  Roumanie

## Sélection[2]

### Concorso internazionale
- Declaration (Ariyippu) de Mahesh Narayanan  Inde
- Sermon to the Fish (Balıqlara xütbə) de Hilal Baydarov  Azerbaïdjan
- Bowling Saturne de Patricia Mazuy  France
- De noche los gatos son pardos de Valentin Merz  Suisse
- The Adventures of Gigi the Law (Gigi la legge) de Alessandro Comodin  Italie
- Tales of the Purple House (Hikayat elbeit elorjowani) de Abbas Fahdel  Irak
- Human Flowers of Flesh de Helena Wittmann  Allemagne
- Il Pataffio de Francesco Lagi  Italie
- Matter Out of Place de Nikolaus Geyrhalter  Autriche
- Nação Valente de Carlos Conceição  Portugal  Angola
- Piaffe de Ann Oren  Allemagne
- Rule 34 (Regra 34) de Julia Murat  Brésil
- Serviam – I Will Serve (Serviam – Ich will dienen) de Ruth Mader  Autriche
- Fairytale (Skazka) d'Alexandre Sokourov  Russie
- Stella est amoureuse de Sylvie Verheyde  France
- Stone Turtle de Ming Jin Woo  Malaisie
- Tengo sueños eléctricos de Valentina Maurel  Costa Rica

### Concorso Cineasti del presente
- A Perfect Day for Caribou de Jeff Rutherford  États-Unis
- Arnold Is a Model Student de Sorayos Prapapan  Thaïlande
- Astrakan de David Depesseville  France
- Before I Change My Mind de Trevor Anderson  Canada
- Den siste våren de Franciska Eliassen  Norvège
- Fragments From Heaven de Adnane Baraka  Maroc
- Love Dog de Bianca Lucas  Pologne  Mexique  États-Unis
- Matadero de Santiago Fillol  Argentine
- Nossa Senhora da Loja do Chinês de Ery Claver  Angola
- Petites de Julie Lerat-Gersant  France
- Petrol de Alena Lodkina  Australie
- Safe Place (Sigurno mjesto) de Juraj Lerotić  Croatie
- Nightsiren (Svetlonoc) de Tereza Nvotová  Slovaquie Tchéquie
- How Is Katia? (Yak Tam Katia?) de Christina Tynkevych  Ukraine
- É Noite na América de Ana Vaz  Brésil

### Piazza Grande
- Everything About Martin Suter. Everything but the Truth. (Alles über Martin Suter. Ausser die Wahrheit.) de André Schäfer  Suisse  Allemagne
- Annie Colère de Blandine Lenoir  France
- Bullet Train de David Leitch  États-Unis
- Compartiment tueurs de Costa-Gavras  France
- Delta de Michele Vannucci  Italie
- Home of the Brave de Laurie Anderson  États-Unis
- Mirage de la vie (Imitation of Life) de Douglas Sirk  États-Unis
- Last Dance de Delphine Lehericey  Suisse
- Medusa Deluxe de Thomas Hardiman  Royaume-Uni
- My Neighbor Adolf de Leon Prudovsky  Israël  Pologne
- Paradise Highway de Anna Gutto  États-Unis
- Piano Piano de Nicola Prosatore  Italie
- Printed Rainbow de Gitanjali Rao  Inde
- Semret de Caterina Mona  Suisse
- Une femme de notre temps de Jean Paul Civeyrac  France
- Vous n'aurez pas ma haine de Kilian Riedhof  Allemagne  France
- Where the Crawdads Sing de Olivia Newman  États-Unis

### Fuori concorso
- Candy Land de John Swab  États-Unis
- Erica Jong – Breaking the Wall de Kaspar Kasics  Suisse
- La Dérive des continents (au sud)  de Lionel Baier  Suisse  France
- Lola de Andrew Legge  Irlande  Royaume-Uni
- Nuit obscure - Feuillets sauvages (Les brûlants, les obstinés) de Sylvain George  France  Suisse
- Objectos de Luz de Acácio de Almeida et Marie Carré  Portugal
- Onde Fica Esta Rua? ou Sem Antes Nem Depois de João Pedro Rodrigues et João Rui Guerra da Mata  Portugal
- Prisma de Ludovico Bessegato  Italie
- Prologos de Mantas Kvedaravičius  Lituanie
- W de Anna Eriksson  Finlande

### Rétrospective
- Douglas Sirk

## Palmarès

### Concorso Internazionale
- Léopard d'or : Rule 34 (Regra 34) de Julia Murat  Brésil
- Prix spécial du jury : The Adventures of Gigi the Law (Gigi la legge) de Alessandro Comodin  Italie
- Léopard de la meilleure réalisation : Valentina Maurel pour Tengo sueños eléctricos  Costa Rica
- Léopard de la meilleure interprétation féminine : Daniela Marín Navarro dans Tengo sueños eléctricos  Costa Rica
- Léopard de la meilleure interprétation masculine : Reinaldo Amien Gutiérrez dans Tengo sueños eléctricos  Costa Rica

### Concorso Cineasti del presente
- Léopard d'or : Nightsiren (Svetlonoc) de Tereza Nvotová  Slovaquie Tchéquie
- Prix du meilleur réalisateur émergent : Juraj Lerotić pour Safe Place (Sigurno mjesto)  Croatie
- Prix spécial du jury : How Is Katia? (Yak Tam Katia?) de Christina Tynkevych  Ukraine
- Meilleure interprétation féminine : Anastasia Karpenko dans How Is Katia? (Yak Tam Katia?)  Ukraine
- Meilleure interprétation masculine : Goran Marković dans Safe Place (Sigurno mjesto)  Croatie
- Mention spéciale : Den siste våren de Franciska Eliassen  Norvège

### First Feature
- Prix pour la meilleure première œuvre : Safe Place (Sigurno mjesto) de Juraj Lerotić  Croatie
- Mentions spéciales : Love Dog de Bianca Lucas  Pologne  Mexique  États-Unis et De noche los gatos son pardos de Valentin Merz  Suisse

### Pardi di domani

#### Compétition internationale
- Pardino d’oro Swiss Life du meilleur court métrage d’auteur : Big Bang de Carlos Segundo  France  Brésil
- Pardino d’oro SRG SSR pour le meilleur court métrage international : Soberane de Wara  Cuba
- Pardino d’argento SRG SSR de la compétition internationale : Buurman Abdi de Douwe Dijkstra  Pays-Bas
- Prix de la mise en scène Pardi di domani – BONALUMI Engineering : Total Refusal pour Hardly Working  Autriche
- Prix Medien Patent Verwaltung AG : Mulika de Maisha Maene  République démocratique du Congo
- Mention spéciale : Madar Tamame Rooz Doa Mikhanad d'Hoda Taheri  Allemagne

#### Compétition nationale
- Pardino d'or du meilleur court métrage suisse : Euridice, Euridice de Lora Mure-Ravaud
- Pardino d'argent : Der Molchkongress de Matthias Sahli et Immanuel Esser
- Prix du meilleur espoir suisse : Michèle Flury pour Heartbeat

### Léopard vert
- Léopard Vert WWF : Matter Out of Place de Nikolaus Geyrhalter  Autriche
- Mentions spéciales : É Noite na América de Ana Vaz  Brésil et Sermon to the Fish (Balıqlara xütbə) de Hilal Baydarov  Azerbaïdjan

### Piazza Grande
- Prix du public : Last Dance de Delphine Lehericey  Suisse
- Prix Variety : Annie Colère de Blandine Lenoir  France

### Prix œcuménique
- Prix œcuménique : Tales of the Purple House (Hikayat elbeit elorjowani) de Abbas Fahdel  Irak

### Prix des jurys des jeunes

#### Premier jury
- Premier prix : Piaffe de Ann Oren  Allemagne
- Deuxième prix : Nação Valente de Carlos Conceição  Portugal  Angola
- Troisième prix : Serviam – I Will Serve (Serviam – Ich will dienen) de Ruth Mader  Autriche
- Prix "L'environnement c'est la qualité de la vie" : Sermon to the Fish (Balıqlara xütbə) de Hilal Baydarov  Azerbaïdjan

#### Deuxième jury
- Prix du meilleur film de Cinéastes du Présent : Den siste våren de Franciska Eliassen  Norvège
- Mention spéciale : Petites de Julie Lerat-Gersant  France

#### Troisième jury
- Prix du meilleur film de Pardi di Domani : Hardly Working de Total Refusal  Autriche
- Prix du meilleur film suisse de Pardi di Domani : Fairplay de Zoel Aeschbacher  Suisse
- Mention spéciale : Les Dieux du Supermarché d'Alberto Gonzalez Morales  Suisse
- Prix de la section Open Doors : Techos Rotos de Yanillys Pérez  République dominicaine

### Prix de la Semaine de la Critique
- Grand Prix : The Hamlet Syndrome d'Elwira Niewiera et Piotr Rosołowsk  Pologne  Allemagne
- Prix Zonta Club : Armotonta Menoa - Hoivatyön Lauluja (Ruthless Times - Songs Of Care) de Susanna Helke  Finlande
- Prix Marco Zucchi : Pisklaki (Fledglings) de Lidia Duda  Pologne

### Prix spéciaux
- Léopard d'honneur (Pardo d'Onore) : Kelly Reichardt
- Léopard de la carrière (Pardo alla carriera) : Costa-Gavras
- Lifetime Achievement Award : Matt Dillon
- Vision Award Ticinomoda : Laurie Anderson
- Prix Raimondo Rezzonico : Jason Blum
- Prix Locarno Kids : Gitanjali Rao
- Excellence Award Davide Campari : Aaron Taylor-Johnson
- Leopard Club Award : Daisy Edgar-Jones
- Prix de la FIPRESCI : Stone Turtle de Ming Jin Woo  Malaisie
- Prix Europa Cinema Labels : Nação Valente de Carlos Conceição  Portugal  Angola